# Alonso de Velasco y Salinas

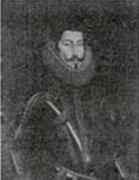
Retrato hacia 1598 de «El muy ilustre Señor Don Alonso de Velasco, Conde de La Revilla, Comendador en la Orden y Caballería del Señor Santiago, Capitán General del Mar Océano. Embajador a Inglaterra para su Majestad Católica el Señor Rey Don Felipe III, y su Gentilhombre y de su Consejo de Estado».

Alonso de Velasco y Salinas Hurtado de Mendoza (n. siglo XVI, Valdeporres - f. 1620) fue un noble, militar y diplomático español que desempeñó el cargo de embajador de España en Inglaterra, y además fue IX señor y I conde de La Revilla, y caballero y comendador de la Orden de Santiago.

## Biografía
Alonso (IX señor de La Revilla), nació en Valdeporres, provincia de Burgos, y era hijo de Pedro Velasco y Hurtado de Mendoza y Juana Salinas y Angulo, además de sobrino del VI Condestable de Castilla, Juan Fernández de Velasco y Tovar.
Fue Gentilhombre del rey Felipe II, así como Teniente capitán de su guardia, Veedor General de los Ejércitos y Armas de España, Capitán General del Mar Océano y Mayordomo Mayor y sumiller de Corps del Príncipe Filiberto de Saboya. Contrajo matrimonio con su prima Casilda del Campo y Velasco, que era hija y heredera de Francisco del Campo y Velasco, Señor de Trespaderne.
En 1609, y debido a la renuncia por enfermedad de Pedro de Zúñiga y de la Cueva, que se encontraba destinado como embajador en Londres, se requirió a Alonso de Velasco para que ocupara el puesto, representando los intereses del rey Felipe III de España ante la corte de Jacobo I. Allí continuó con las pesquisas comenzadas por Zúñiga sobre los movimientos ingleses en sus colonias de Norteamérica, que chocaban con los españoles en la explotación del Nuevo Mundo. En este aspecto, Velasco envió a su rey detallados mapas de las posesiones británicas en Norteamérica, por lo que se cree que contaba con eficientes servicios de espionaje. Estos mapas, algunos de los cuales se encuentran en el Archivo General de Simancas, incluían zonas como la Bahía de Chesapeake, el Lago Ontario, el río Hudson, el río Canadá y el Golfo de San Lorenzo. Las relaciones entre ambos países atravesaron una época de empeoramiento durante la estancia en Londres de Velasco. A pesar de haberse alcanzado un acuerdo en 1604 con el Tratado de Londres, el deterioro de las mismas era evidente. Los principales motivos eran los problemas financieros, las graves diferencias religiosas y la competencia mercantil.
La etapa de Velasco al frente de la diplomacia en el Reino Unido finalizó en 1613, en que se hizo cargo de la misma Diego Sarmiento de Acuña, I conde de Gondomar.
En 1618, y como agradecimiento a los servicios prestados, el rey Felipe III le nombró I Conde de Revilla. Falleció en 1620, dejando como sucesor a su hijo Pedro Fernández de Velasco, que llegaría a ser corregidor de Madrid.